# Avril 1953

## Évènements
- 8 avril : le dirigeant nationaliste kenyan Jomo Kenyatta est condamné à 7 ans de prison pour sa participation dans l'organisation de la révolte des Mau Mau.
- 9 avril : 
  - Déclaration à la presse de Dag Hammarskjöld, nouveau secrétaire général des Nations unies[1].
  - premier vol de l'hydravion expérimental à réaction et ailes delta, Convair F2Y Sea Dart.
- 10 avril : élection générale britanno-colombienne. W.A.C. Bennett (Crédit Social) est réélu avec un gouvernement majoritaire avec 28 siège à l'Assemblée législative de la Colombie-Britannique.
- 13 avril : lancement du projet MK-Ultra.
- 16 avril : discours de Dwight Eisenhower, The Chance for Peace[2].
- 18 avril : ouverture de la première ligne aérienne régulière sur avion de ligne turbopropulsé par British European Airways entre Londres et Nicosie.
- 21 avril : révision de la Constitution au Danemark : elle institue une Chambre unique (Folketing) et prévoit le recours au référendum.
- 25 avril : dans la revue scientifique Nature, James Watson, un biologiste américain, et Francis Crick, un physicien britannique, décrivent pour la première fois la principe de l'acide désoxyribonucléique (ADN).
- 26 avril, France : premier tour des élections municipales françaises.

## Naissances
- 3 avril : Pieter Aspe, Écrivain belge († 1er mai 2021).
- 7 avril : Brigi Rafini, personnalité politique nigérien, premier ministre du Niger de 2011 à 2021.
- 8 avril : 
  - Ron Wright, homme politique américain († 8 février 2021).
  - Pierre Haski, journaliste et  chroniqueur français.
- 13 avril : Brigitte Macron, enseignante française et épouse du président de la République française.
- 14 avril : « Manzanares » (José María Dols Abellán), matador espagnol.
- 18 avril : Rick Moranis, acteur et réalisateur.
- 22 avril : Évelyne Bouix, actrice française.
- 26 avril : Françoise Urban-Menninger, poète et nouvelliste française
- 27 avril : 
  - Ellen S. Baker, astronaute américaine.
  - Arielle Dombasle, actrice et chanteuse française.
  - Bertrand Marchand, footballeur français († 26 août 2023).
- 28 avril : Roberto Bolaño, poète et romancier chilien.
- 29 avril :
  - Nikolai Budarin, cosmonaute russe.
  - Jan A. P. Kaczmarek, compositeur de musique de films polonais († 21 mai 2024).
  - Mike Adenuga, homme d'affaires nigérian.

## Décès
- 3 avril : Vilhelm Andersen, auteur, historien littéraire et intellectuel danois (° 16 octobre 1864).
- 11 avril : Gratien Candace, homme politique Guadeloupe, France.
- 27 avril : Maud Gonne, comédienne et révolutionnaire irlandaise (° 21 décembre 1866)
- 29 avril : Kiki, modèle, artiste - La Reine de Montparnasse